# Miklavž pri Taboru
Miklavž pri Taboru – wieś w Słowenii, w gminie Tabor. W 2018 roku liczyła 154 mieszkańców.